# Thomas Sunesson
Thomas Egon Sunesson, född 12 januari 1959 i Mönsterås, död 24 oktober 2015 i Stockholm, var en svensk fotbollsspelare.

## Biografi
Thomas Sunesson inledde sin karriär i Kalmar FF 1978. Där var han bland annat med och blev cupmästare 1981, efter att Kalmar besegrade IF Elfsborg i finalen. 1982 lämnade han Kalmar för Malmö FF. Därefter flyttade han utomlands och blev proffs i Lausanne. Han återvände till Allsvenskan när han skrev på för Djurgårdens IF 1986. Där blev han dock snabbt svårt korsbandsskadad och tvingades genomgå fyra operationer. Det blev vändpunkten i karriären. 
Sunesson gjorde visserligen comeback i Brommapojkarna och Hammarby IF och gjorde en halvt misslyckad proffssejour i Beira-Mar och Seixal i Portugal, innan karriären tog slut 1992. Det blev tolv landskamper under åren i Malmö FF och han noterades för sex landskampsmål, bland annat ett i 3–0-segern borta mot Italien i EM-kvalet 1983.